# Надвислянские войсковые части

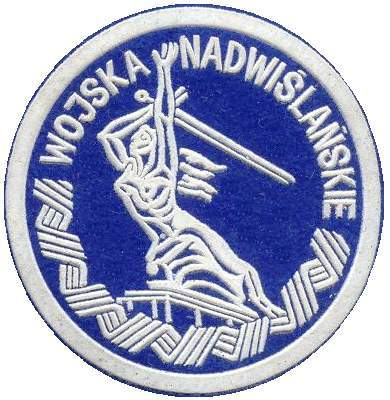
Нашивка Надвислянских войсковых частей

Надвислянские войсковые части (пол. Nadwiślańskie Jednostki Wojskowe) — части специального назначения МВД Польской Народной Республики, существовавшее с 1965 по 2002 год.

## История
До 1 июля 1965 года Надвислянские войсковые части входили в состав Корпуса внутренней безопасности, а после его передачи в Министерство национальной обороны остались в подчинении МВД. При вливании в состав министерства внутренних дел, являвшаяся ядром Надвислянских в/ч Надвислянская бригада МВД была именована в честь батальона Чвартаков Армии Людовой (Nadwiślańska Brygada MSW im. Czwartaków AL). В 1974 году преобразованы в Надвислянские войсковые части МВД им. «Четвертаков» Армии Людовой.
Части предназначались для обеспечения охраны государственных и специальных объектов. В 1965—2002 годах они продолжали деятельность уже под названием Надвислянской бригады государственной охраны. В начальный период военного положения в Польше эти подразделения использовались для захвата объектов RTV в рамках операции «Азалия».
Во время президентства Леха Валенсы они продолжили службу в Министерстве внутренних дел. В период правления Совета министров Яна Ольшевского, его обвиняли в попытке вывести солдат из казарм после объявления 4 июня 1992 года так называемого «списка Мацеревича».
Надвислянские части были развернуты в нескольких частях страны (Бещады, Силезия, Вармия) после того, как в 1992 году в их состав были включены подразделения из Сил внутренней обороны. В Варшаве размещались на ул. Курсантской 38 (среди прочего, командование Надвислянскими войсковыми частями, а затем в 1965-1975 годах JW1914, с 1975 года Варшавское подразделение Министерства внутренних дел имени 4-й армии, войсковое подразделение № 2610 от 1990 года), 7-й независимый инженерно-строительных батальон (JW 1917) Ул. Коджана, 3) и 103 полк связи МВД (JW 1159, ул. Коджана, 3).
После расширения в 1992 году они включали, среди прочего подразделения безопасности, борьбы с терроризмом, связи, транспортно-авиационный полк, а также подразделения охраны, безопасности и командования, выведенные из сил внутренней обороны. В 2002 году Надвислянские войсковые части были расформированы, задачи и большая часть персонала были переданы Бюро охраны правительства.

## Командующие
- Полковник/Бригадный генерал Ян Сючинский (1965-1983);
- Полковник Виктор Филипек (1983-1986 годы);
- Бригадный генерал Эдвард Вейнер;
- Полковник Юзеф Пеньцко;
- Контр-адмирал/Вице-адмирал Марек Точек;
- Бригадный генерал Збигнев Бежуньский;
- Бригадный генерал Бронислав Млодзейовский;
- Полковник Дамиан Якубовский.